# Xanthocanace capensis
Xanthocanace capensis är en tvåvingeart som beskrevs av Wirth 1956. Xanthocanace capensis ingår i släktet Xanthocanace och familjen Canacidae. Inga underarter finns listade i Catalogue of Life.